# تشارلز هنري ميلز
تشارلز هنري ميلز هو سياسي كندي، ولد في 27 أكتوبر 1861، وتوفي في 2000. حزبياً، نشط في حزب أونتاريو المحافظ التقدمي. وقد انتخب عضو برلمان مقاطعة أونتاريو.